# Herzlova gora
Herzlova gora (hebrejsko הר הרצל) Har Herzl, tudi Har HaZikaron (hebrejsko הר הזכרון, dobesedno »Gora spomina«), je nacionalno pokopališče v Izraelu na zahodni strani Jeruzalema, imenovano po Theodorju Herzlu, ustanovitelju modernega političnega sionizma. Herzlov grob leži na vrhu hriba. Yad Vashem, spomenik žrtvam holokavsta, leži na zahodnem delu pokopališča. 